# Championnats du monde de ski nordique 2023
Navigation
Édition précédente Édition suivante
Les Championnats du monde de ski nordique 2023 ont lieu dans la ville slovène de Planica du 21 février au 5 mars 2023. C'est la première fois qu'ils s'y dérouleront en Slovénie.

## Désignation
Planica a été désignée lors du 51e congrès de la Fédération internationale de ski à Pylos en mai 2018. Elle était en concurrence avec Trondheim. Elle a devancé la ville norvégienne avec 9 voix contre 6.

## Calendrier
|  | Qualification |  | Course |

| Horaire local (UTC +1) |

| Évènements                                        | Évènements                                             | Évènements | Calendrier | Calendrier      | Calendrier | Calendrier      | Calendrier | Calendrier      | Calendrier | Calendrier | Calendrier      | Calendrier | Calendrier | Calendrier |
| Évènements                                        | Évènements                                             | Évènements | M          | J               | V          | S               | D          | L               | M          | M          | J               | V          | S          | D          |
| Évènements                                        | Évènements                                             | Évènements | 22         | 23              | 24         | 25              | 26         | 27              | 28         | 1er        | 2               | 3          | 4          | 5          |
| Évènements                                        | Évènements                                             | Évènements | Février    | Février         | Février    | Février         | Février    | Février         | Février    | Mars       | Mars            | Mars       | Mars       | Mars       |
| Cérémonies d'ouverture et de clôture              |                                                        |            |            |                 |            |                 |            |                 |            |            |                 |            |            |            |
|                                                   |                                                        |            |            |                 |            |                 |            |                 |            |            |                 |            |            |            |
| S k i d e f o n d                                 |                                                        |            |            |                 |            |                 |            |                 |            |            |                 |            |            |            |
| Hommes                                            |                                                        |            |            |                 |            |                 |            |                 |            |            |                 |            |            |            |
| Sprint - Classique                                |                                                        | 12 h 00    |            |                 |            |                 |            |                 |            |            |                 |            |            |            |
| Sprint - Classique                                | 14 h 30                                                |            |            |                 |            |                 |            |                 |            |            |                 |            |            |            |
| Sprint par équipes - Libre                        |                                                        |            |            |                 | 11 h 30    |                 |            |                 |            |            |                 |            |            |            |
| Sprint par équipes - Libre                        | 13 h 30                                                |            |            |                 |            |                 |            |                 |            |            |                 |            |            |            |
| Relais 4 × 10 km - Classique et libre             |                                                        |            |            |                 |            |                 |            |                 |            | 12 h 30    |                 |            |            |            |
| 15 km - Libre (Q:10 km)                           | 13 h 30                                                |            |            |                 |            |                 |            | 12 h 30         |            |            |                 |            |            |            |
| 30 km skiathlon (15 km classique + 15 km libre)   |                                                        |            | 15 h 30    |                 |            |                 |            |                 |            |            |                 |            |            |            |
| 50 km départ en ligne - Classique                 |                                                        |            |            |                 |            |                 |            |                 |            |            |                 | 12 h 00    |            |            |
| Femmes                                            |                                                        |            |            |                 |            |                 |            |                 |            |            |                 |            |            |            |
| Sprint - Classique                                |                                                        | 12 h 00    |            |                 |            |                 |            |                 |            |            |                 |            |            |            |
| Sprint - Classique                                | 14 h 30                                                |            |            |                 |            |                 |            |                 |            |            |                 |            |            |            |
| Sprint par équipes - Libre                        |                                                        |            |            |                 | 11 h 30    |                 |            |                 |            |            |                 |            |            |            |
| Sprint par équipes - Libre                        | 13 h 30                                                |            |            |                 |            |                 |            |                 |            |            |                 |            |            |            |
| Relais 4 × 5 km - Classique et libre              |                                                        |            |            |                 |            |                 |            |                 | 12 h 30    |            |                 |            |            |            |
| 10 km - Libre (Q:5 km)                            | 12 h 30                                                |            |            |                 |            |                 | 12 h 30    |                 |            |            |                 |            |            |            |
| 15 km skiathlon (7,5 km classique + 7,5 km libre) |                                                        |            |            | 14 h 00         |            |                 |            |                 |            |            |                 |            |            |            |
| 30 km départ en ligne - Classique                 |                                                        |            |            |                 |            |                 |            |                 |            |            | 12 h 00         |            |            |            |
|                                                   |                                                        |            |            |                 |            |                 |            |                 |            |            |                 |            |            |            |
| S a u t à s k i                                   |                                                        |            |            |                 |            |                 |            |                 |            |            |                 |            |            |            |
| Hommes                                            |                                                        |            |            |                 |            |                 |            |                 |            |            |                 |            |            |            |
| Individuel - Petit Tremplin                       |                                                        |            | 17 h 45    | 17 h 30         |            |                 |            |                 |            |            |                 |            |            |            |
| Individuel - Grand Tremplin                       |                                                        |            |            |                 |            |                 |            |                 | 17 h 30    | 17 h 30    |                 |            |            |            |
| Par équipes - Grand Tremplin                      |                                                        |            |            |                 |            |                 |            |                 |            |            | 16 h 30         |            |            |            |
| Femmes                                            |                                                        |            |            |                 |            |                 |            |                 |            |            |                 |            |            |            |
| Individuel - Petit Tremplin                       | 16 h 30                                                | 17 h 00    |            |                 |            |                 |            |                 |            |            |                 |            |            |            |
| Individuel - Grand Tremplin                       |                                                        |            |            |                 |            |                 | 18 h 30    | 17 h 30         |            |            |                 |            |            |            |
| Par équipe - Petit Tremplin                       |                                                        |            |            | 12 h 15         |            |                 |            |                 |            |            |                 |            |            |            |
| Mixte                                             |                                                        |            |            |                 |            |                 |            |                 |            |            |                 |            |            |            |
| Par équipe - Petit Tremplin                       |                                                        |            |            |                 | 17 h 30    |                 |            |                 |            |            |                 |            |            |            |
|                                                   |                                                        |            |            |                 |            |                 |            |                 |            |            |                 |            |            |            |
| C o m b i n é                                     |                                                        |            |            |                 |            |                 |            |                 |            |            |                 |            |            |            |
| Hommes                                            |                                                        |            |            |                 |            |                 |            |                 |            |            |                 |            |            |            |
| Individuel - Petit Tremplin + 10 km               |                                                        |            |            | 10 h 00 15 h 15 |            |                 |            |                 |            |            |                 |            |            |            |
| Individuel - Grand Tremplin + 10 km               |                                                        |            |            |                 |            |                 |            |                 |            |            | 10 h 30 15 h 00 |            |            |            |
| Par équipe - Grand Tremplin + Relais 4 × 5 km     |                                                        |            |            |                 |            |                 |            | 11 h 00 15 h 00 |            |            |                 |            |            |            |
| Femmes                                            | Individuel - Petit Tremplin + 5 km                     |            |            | 11 h 30 14 h 15 |            |                 |            |                 |            |            |                 |            |            |            |
| Mixte                                             | Par équipe - Petit Tremplin + Relais (2×2,5 km+2×5 km) |            |            |                 |            | 10 h 30 15 h 00 |            |                 |            |            |                 |            |            |            |
|                                                   |                                                        |            |            |                 |            |                 |            |                 |            |            |                 |            |            |            |

## Tableau des médailles
| Rang  | Nation     | Or | Argent | Bronze | Total |
| ----- | ---------- | -- | ------ | ------ | ----- |
| 1     | Norvège    | 12 | 10     | 5      | 27    |
| 2     | Suède      | 4  | 3      | 5      | 12    |
| 3     | Allemagne  | 3  | 6      | 3      | 12    |
| 4     | Slovénie   | 2  | 0      | 1      | 3     |
| 5     | États-Unis | 1  | 0      | 1      | 2     |
| 5     | Pologne    | 1  | 0      | 1      | 2     |
| 7     | Canada     | 1  | 0      | 0      | 1     |
| 8     | Autriche   | 0  | 2      | 5      | 7     |
| 9     | Japon      | 0  | 1      | 1      | 2     |
| 10    | Finlande   | 0  | 1      | 0      | 1     |
| 10    | Italie     | 0  | 1      | 0      | 1     |
| 12    | France     | 0  | 0      | 2      | 2     |
| Total | Total      | 24 | 24     | 24     | 72    |

## Résultats et podiums

### Ski de fond

#### Hommes
| Épreuves                            | Or                                                                                           | Argent                                                                        | Bronze                                                                      |
| ----------------------------------- | -------------------------------------------------------------------------------------------- | ----------------------------------------------------------------------------- | --------------------------------------------------------------------------- |
| Sprint Classique                    | Johannes Høsflot Klæbo                                                                       | Pål Golberg                                                                   | Jules Chappaz                                                               |
| Sprint par équipes Libre            | Norvège- Pål Golberg - Johannes Høsflot Klæbo                                                | Italie- Francesco De Fabiani - Federico Pellegrino                            | France- Renaud Jay - Richard Jouve                                          |
| Relais 4 × 10 km Classique et libre | Norvège - Hans Christer Holund - Pål Golberg - Simen Hegstad Krüger - Johannes Høsflot Klæbo | Finlande- Ristomatti Hakola - Iivo Niskanen - Perttu Hyvärinen - Niko Anttola | Allemagne- Albert Kuchler - Janosch Brugger - Jonas Dobler - Friedrich Moch |
| 15 km Libre                         | Simen Hegstad Krüger                                                                         | Harald Østberg Amundsen                                                       | Hans Christer Holund                                                        |
| 30 km skiathlon 15 km C + 15 km L   | Simen Hegstad Krüger                                                                         | Johannes Høsflot Klæbo                                                        | Sjur Røthe                                                                  |
| 50 km départ en ligne Classique     | Pål Golberg                                                                                  | Johannes Høsflot Klæbo                                                        | William Poromaa                                                             |

#### Femmes
| Épreuves                            | Or                                                                                            | Argent                                                                 | Bronze                                                               |
| ----------------------------------- | --------------------------------------------------------------------------------------------- | ---------------------------------------------------------------------- | -------------------------------------------------------------------- |
| Sprint Classique                    | Jonna Sundling                                                                                | Emma Ribom                                                             | Maja Dahlqvist                                                       |
| Sprint par équipes Libre            | Suède- Emma Ribom - Jonna Sundling                                                            | Norvège- Anne Kjersti Kalvå - Tiril Udnes Weng                         | États-Unis- Jessica Diggins - Julia Kern                             |
| Relais 4 × 5 km Classique et libre  | Norvège- Tiril Udnes Weng - Astrid Øyre Slind - Ingvild Flugstad Østberg - Anne Kjersti Kalvå | Allemagne- Laura Gimmler - Katharina Hennig - Pia Fink - Victoria Carl | Suède- Emma Ribom - Ebba Andersson - Frida Karlsson - Maja Dahlqvist |
| 10 km Libre                         | Jessie Diggins                                                                                | Frida Karlsson                                                         | Ebba Andersson                                                       |
| 15 km skiathlon 7,5 km C + 7,5 km L | Ebba Andersson                                                                                | Frida Karlsson                                                         | Astrid Øyre Slind                                                    |
| 30 km départ en ligne Classique     | Ebba Andersson                                                                                | Anne Kjersti Kalvå                                                     | Frida Karlsson                                                       |

### Saut à ski

#### Hommes
| Épreuves                           | Or                                                          | Argent                                                                                             | Bronze                                                                  |
| ---------------------------------- | ----------------------------------------------------------- | -------------------------------------------------------------------------------------------------- | ----------------------------------------------------------------------- |
| Individuel - Petit Tremplin HS 102 | Piotr Żyła                                                  | Andreas Wellinger                                                                                  | Karl Geiger                                                             |
| Individuel - Grand Tremplin HS 138 | Timi Zajc                                                   | Ryōyū Kobayashi                                                                                    | Dawid Kubacki                                                           |
| Par équipe - Grand Tremplin HS 138 | Slovénie- Lovro Kos - Žiga Jelar - Timi Zajc - Anže Lanišek | Norvège- Johann André Forfang - Kristoffer Eriksen Sundal - Marius Lindvik - Halvor Egner Granerud | Autriche- Daniel Tschofenig - Michael Hayböck - Jan Hörl - Stefan Kraft |

#### Femmes
| Épreuves                            | Or                                                                             | Argent                                                                                   | Bronze                                                                                |
| ----------------------------------- | ------------------------------------------------------------------------------ | ---------------------------------------------------------------------------------------- | ------------------------------------------------------------------------------------- |
| Individuel - Petit Tremplin HS 102  | Katharina Althaus                                                              | Eva Pinkelnig                                                                            | Anna Odine Strøm                                                                      |
| Individuel - Grand Tremplin HS 138  | Alexandria Loutitt                                                             | Maren Lundby                                                                             | Katharina Althaus                                                                     |
| Par équipes - Petit Tremplin HS 102 | Allemagne- Anna Rupprecht - Luisa Görlich - Selina Freitag - Katharina Althaus | Autriche- Chiara Kreuzer - Julia Mühlbacher - Jacqueline Seifriedsberger - Eva Pinkelnig | Norvège- Maren Lundby - Eirin Maria Kvandal - Thea Minyan Bjørseth - Anna Odine Strøm |

#### Mixte
| Épreuves                           | Or                                                                              | Argent                                                                                          | Bronze                                                         |
| ---------------------------------- | ------------------------------------------------------------------------------- | ----------------------------------------------------------------------------------------------- | -------------------------------------------------------------- |
| Par équipe - Petit Tremplin HS 102 | Allemagne- Selina Freitag - Karl Geiger - Katharina Althaus - Andreas Wellinger | Norvège- Anna Odine Strøm - Johann André Forfang - Thea Minyan Bjørseth - Halvor Egner Granerud | Slovénie- Nika Križnar - Timi Zajc - Ema Klinec - Anže Lanišek |

### Combiné nordique

#### Hommes
| Épreuves                                              | Or                                                                                  | Argent                                                                     | Bronze                                                                             |
| ----------------------------------------------------- | ----------------------------------------------------------------------------------- | -------------------------------------------------------------------------- | ---------------------------------------------------------------------------------- |
| Individuel - Petit tremplin HS 102 + 10 km            | Jarl Magnus Riiber                                                                  | Julian Schmid                                                              | Franz-Josef Rehrl                                                                  |
| Individuel - Grand tremplin HS 138 + 10 km            | Jarl Magnus Riiber                                                                  | Jens Lurås Oftebro                                                         | Johannes Lamparter                                                                 |
| Par équipes - Grand tremplin HS 138 + Relais 4 × 5 km | Norvège - Espen Andersen - Jens Lurås Oftebro - Jørgen Graabak - Jarl Magnus Riiber | Allemagne- Eric Frenzel - Vinzenz Geiger - Johannes Rydzek - Julian Schmid | Autriche- Martin Fritz - Lukas Greiderer - Stefan Rettenegger - Johannes Lamparter |

#### Femmes
| Épreuves                                  | Or                   | Argent              | Bronze       |
| ----------------------------------------- | -------------------- | ------------------- | ------------ |
| Individuel - Petit tremplin HS 102 + 5 km | Gyda Westvold Hansen | Nathalie Armbruster | Haruka Kasai |

#### Mixte
| Épreuves                                              | Or                                                                                        | Argent                                                                        | Bronze                                                                            |
| ----------------------------------------------------- | ----------------------------------------------------------------------------------------- | ----------------------------------------------------------------------------- | --------------------------------------------------------------------------------- |
| Par équipes - Petit tremplin HS 102 + Relais 4 × 5 km | Norvège- Jens Lurås Oftebro - Ida Marie Hagen - Gyda Westvold Hansen - Jarl Magnus Riiber | Allemagne- Vinzenz Geiger - Jenny Nowak - Nathalie Armbruster - Julian Schmid | Autriche- Stefan Rettenegger - Annalena Slamik - Lisa Hirner - Johannes Lamparter |